# 厄瓜多尔—墨西哥关系
厄瓜多尔—墨西哥关系是指厄瓜多尔和墨西哥之間的外交關係、兩國于1830年建立外交关系但已经于2024年断交。两国都是拉丁美洲和加勒比国家共同体、拉丁美洲一体化协会、美洲国家组织、伊比利亚美洲国家组织和联合国成员国。

## 历史
这两个国家都曾是西班牙帝國的一部分，厄瓜多尔最初是秘魯總督轄區的一部分，后来成为新格拉纳达总督辖区的一部分，而墨西哥则是新西班牙總督轄區的一部分。大哥倫比亞獨立後，厄瓜多尔成為大哥伦比亚的一部分。後來大哥倫比亞解体，厄瓜多尔獨立。墨西哥于1830年6月承认厄瓜多尔并与其建立外交关系。  1837年，墨西哥在瓜亞基爾开设领事馆。
1941年，厄瓜多尔总统卡洛斯·阿尔贝托·阿罗约·德尔里奥访问墨西哥并会见了墨西哥总统曼努埃尔·阿维拉·卡马乔。  1974年，墨西哥总统路易斯·埃切维里亚对厄瓜多尔进行国事访问，并会见厄瓜多尔总统吉列爾莫·羅德里格斯·拉臘。两国领导人签署了多项经济、科学和文化合作协议。 
2018年12 月，厄瓜多尔总统利寧·莫雷諾抵达墨西哥参加墨西哥总统安德烈斯·曼努埃尔·洛佩斯·奥夫拉多尔的就职典礼。  2021年8月，厄瓜多尔总统吉列尔莫·拉索访问墨西哥，会见墨西哥总统洛佩斯·奥夫拉多尔和墨西哥外交部长马塞洛·埃布拉德。 
2023年12月，厄瓜多尔前副总统豪尔赫·格拉斯进入墨西哥驻厄瓜多爾大使馆申请庇护。墨西哥政府當時並没有答應會庇护格拉斯，厄瓜多尔政府同樣宣布不会允许格拉斯離開該國。 
2024年4月3日，墨西哥总统洛佩斯·奥夫拉多尔在談到2023年厄瓜多尔大选時表示，原本厄瓜多爾总统候选人路易莎·冈萨雷斯支持率領先，但在费尔南多·比利亚维森西奥被刺殺后，她的支持率就下降了。洛佩斯·奥夫拉多尔暗示费尔南多·比利亚维森西奥的遇刺影響了2023年厄瓜多尔大选選舉結果。
厄瓜多尔政府對墨西哥總統洛佩斯·奥夫拉多尔的言論非常不滿。2024年4月4日，厄瓜多尔政府將墨西哥駐厄瓜多爾大使列為不受欢迎的人，要求他限時離境。就在厄瓜多爾宣佈驅逐墨西哥大使後，墨西哥政府宣佈給予豪尔赫·格拉斯政治庇護。 2024年4月5日，厄瓜多尔警察强行闖入墨西哥驻厄瓜多爾大使馆，将墨西哥駐厄瓜多爾临时代办推倒在地，并在使馆内逮捕了豪尔赫·格拉斯。
事件發生後，墨西哥方面宣佈断绝与厄瓜多尔之間的外交关系。  墨西哥撤回全部驻厄瓜多尔外交人员及其家属，同時墨西哥驻厄瓜多尔大使馆将无限期关闭。尼加拉瓜政府認為厄瓜多爾當局的行為违反国际法，同樣宣佈断绝与厄瓜多尔之間的外交关系。

## 高层互访
访问過墨西哥的厄瓜多尔总统

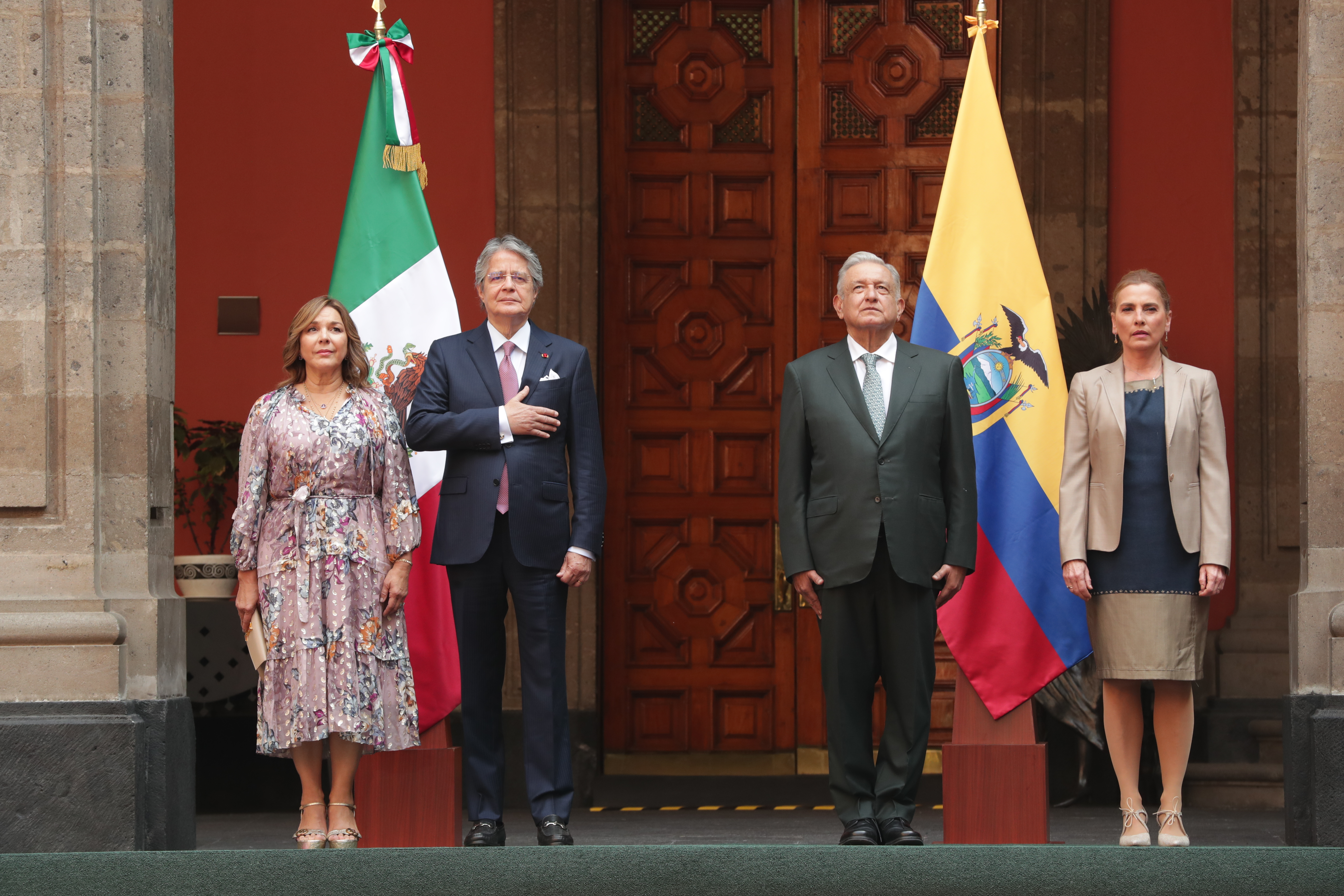
厄瓜多尔总统吉列尔莫·拉索訪問墨西哥，並在墨西哥城与墨西哥总统安德烈斯·曼努埃尔·洛佩斯·奥夫拉多尔會面，照片攝於2022年11月

- 总统卡洛斯·阿尔韦托·阿罗约·德尔里奥(1942)
- 总统加洛·普拉萨(1951)
- 总统莱昂·费夫雷斯·科尔德罗(1985)
- 总统罗德里戈·博尔哈·塞瓦略斯(1991)
- 总统西斯托·杜蘭-巴連 (1993年)
- 总统哈米尔·马瓦德(1999)
- 总统盧西奧·古鐵雷斯(2004)
- 总统阿爾弗雷多·帕拉西奧(2006)
- 总统拉斐尔·科雷亚(2008, 2010, 2014)
- 总统利寧·莫雷諾(2018)
- 总统吉列尔莫·拉索（2021年8月和9月，2022年）

访问過厄瓜多尔的墨西哥总统
- 总统路易斯·埃切维里亚(1974)
- 总统卡洛斯·萨利纳斯(1990)
- 总统比森特·福克斯(2004)
- 总统恩里克·培尼亚·涅托(2014年、2016年)

两国签署了多项双边协议，如《友好通商航海条约》（1888年）、《文化交流协定》（1974年）、《打击贩毒和毒品依赖性合作协定》（1990年）、《科学技术合作协定》（1992年）、《旅游合作协定》（1992年）、《避免双重征税和防止应税收入偷漏税的协定》（1992年）、《航空运输协定》（1995年）、《刑事司法协助协定》（2004年）、《引渡条约》（2006年）以及两国关于相互承认對方高等教育学历的协议（2008年）。 

## 兩國建交時期的常驻外交使团

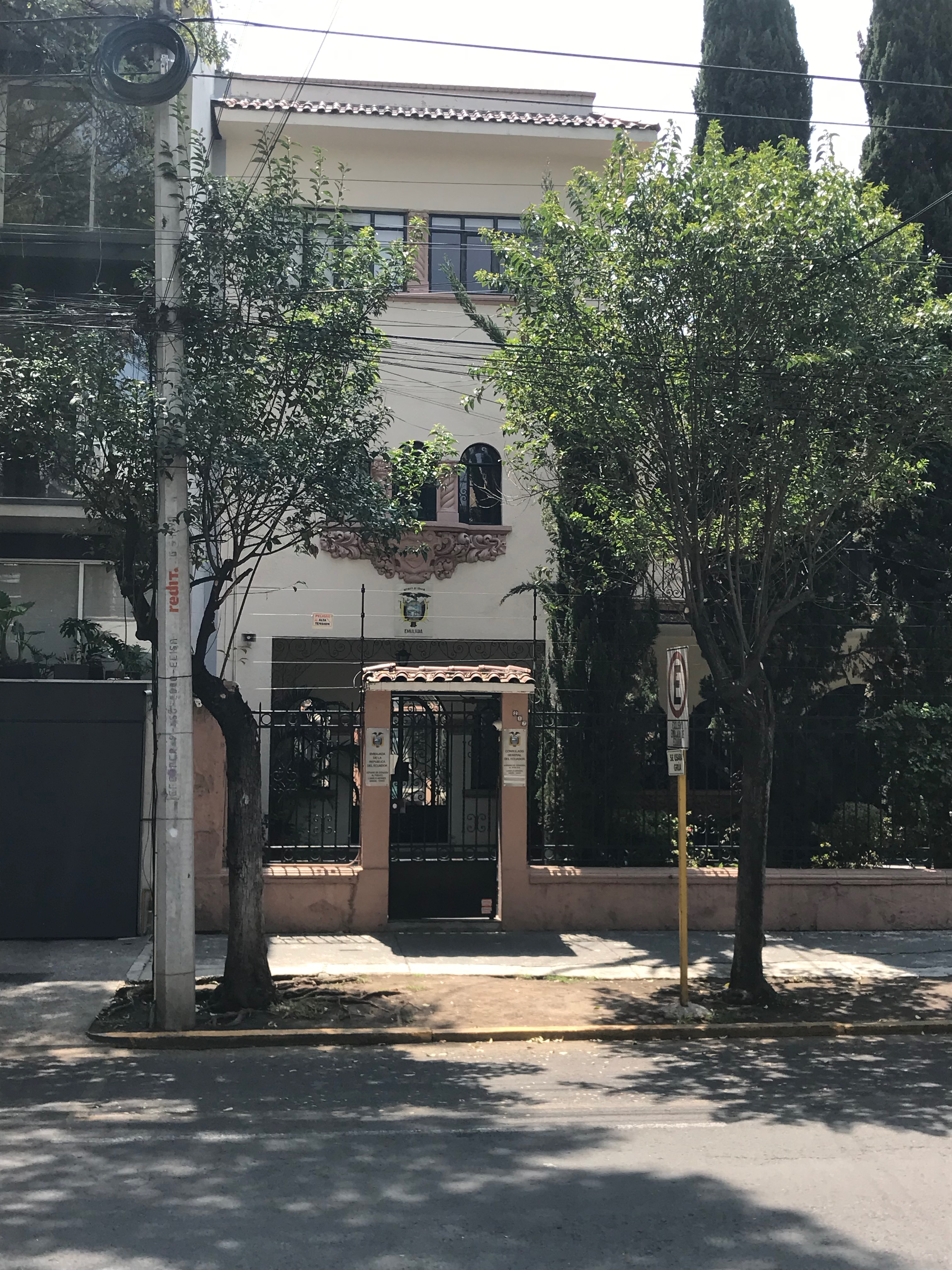
厄瓜多尔驻墨西哥大使馆
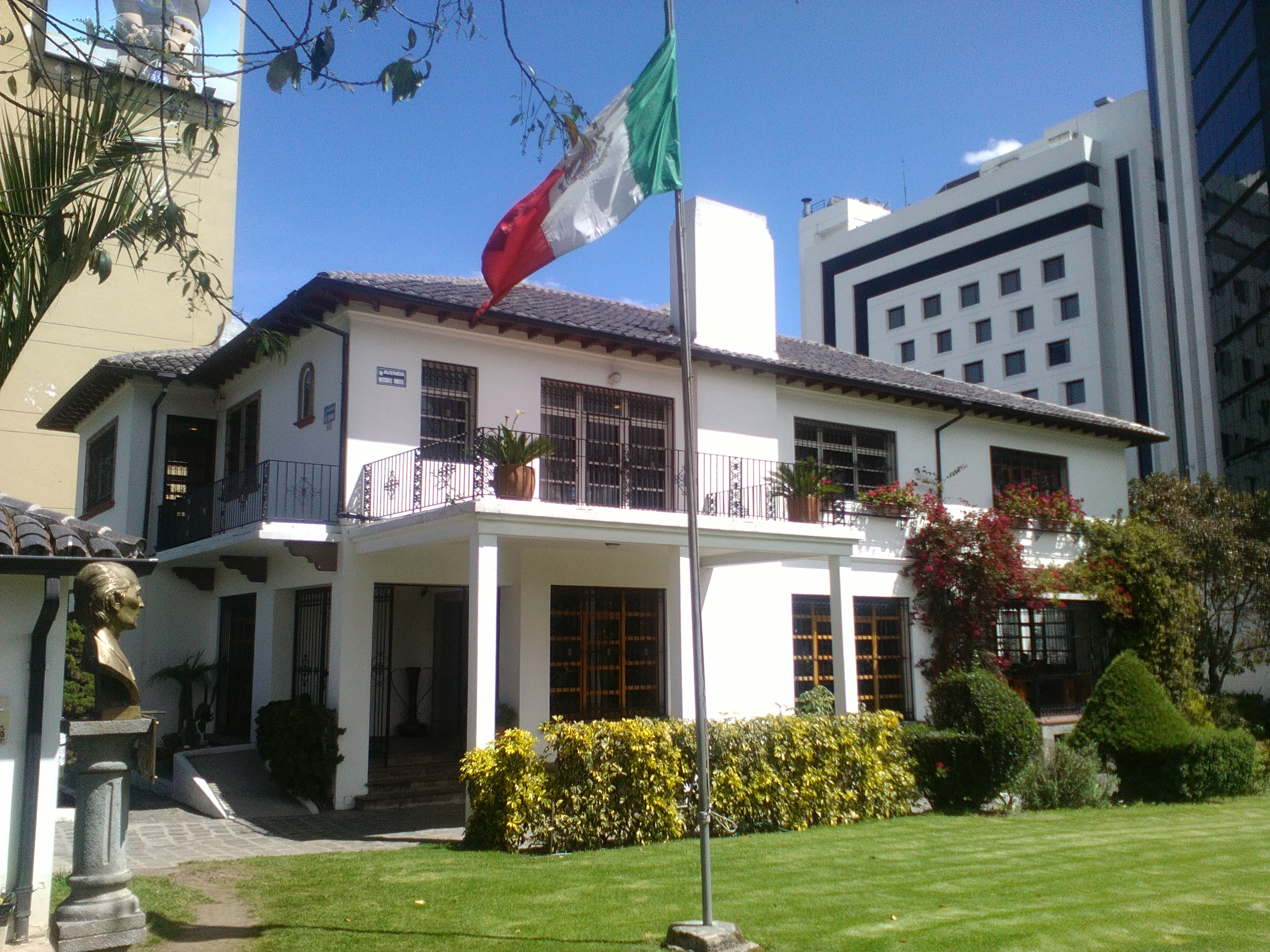
墨西哥駐厄瓜多爾大使馆

- 厄瓜多尔在墨西哥城设有大使馆，在蒙特雷设有领事馆。 [19]
- 墨西哥在基多设有大使馆。[20]